# 4-硝基甲苯
4-硝基甲苯，又称对硝基甲苯，是一种有机化合物，化学式 CH3C6H4NO2.。它是一种浅黄色固体，为硝基甲苯的一种异构体。

## 制备和反应
类似其它硝基甲苯的异构体，4-硝基甲苯可以由甲苯在室温下硝化而成。 它可被氢化成4-甲基苯胺。它在四氯化碳中可以被一氧化二氯氯化为4-硝基-α,α,α-三氯甲苯。

## 应用
4-硝基甲苯的主要应用包括磺化生成 4-硝基甲苯-2-磺酸（其中的-SO3H 基团与甲基相邻）。该物种可以氧化偶联产生芪衍生物，可用作染料。

## 危险性
有证据表明，4-硝基甲苯对小鼠有毒性和致癌性。